# Brian Deegan
Brian Deegan född 1975,  är en amerikansk motorcyklist inom grenen Freestyle Motocross. Han är den första som lyckades med tricket 360 som också kallas Mulisha twist.
Tillsammans med andra freestylemotocrossåkare har han bildat gruppen Metal Mulisha vars namn också blivit ett klädmärke. Det finns även en fresstylemotocrosstävling som kallas
The Metal Mulisha Bling-Bling-Contest.